# Kevyn Aucoin
Kevyn Aucoin (Shreveport, 14 febbraio 1962 – Valhalla, 7 maggio 2002) è stato un truccatore e fotografo statunitense.

## Primi anni
Aucoin nacque a Shreveport, Louisiana e crebbe a Lafayette, con Isidore Adrian Aucoin e Thelma Suzanne Melancon, che lo adottarono mediante un istituto cattolico di Alexandria.
Aveva tre fratelli, Carla, Kim e Keith, anch'essi adottati.
Aucoin si interessò al make-up sin da ragazzino, e spesso truccava le sorelle per poi fotografarle con una Polaroid - cosa che farà anche durante il resto della propria carriera. Temendo di essere preso in giro per l'acquisto di prodotti cosmetici cominciò a rubarli, ma il senso di colpa e la paura di essere scoperto lo fecero smettere.
Scoprì di essere gay all'età di sei anni, e dovette subire pesanti atti di bullismo a scuola. I suoi genitori inizialmente rifiutarono la sempre più evidente omosessualità del figlio; sua madre dichiarò più tardi: "Non pensavo che Kevyn fosse una femminuccia, credevo semplicemente che fosse un bambino molto educato e gentile". Fu picchiato da un insegnante a scuola, e gli abusi continuarono fino al liceo, che lasciò dopo essere stato inseguito con un furgone da diversi compagni di classe. Si iscrive ad una scuola di estetica con la speranza di imparare nuove tecniche d'applicazione del make-up, ma finirà con il diventare un insegnante della scuola egli stesso.
All'età di 18 anni Kevyn lavorava in un piccolo corner di un negozio per donne a Lafayette, ma le signore erano in imbarazzo a farsi truccare da un uomo; Thelma Aucoin disse che "una lezione di make-up costava $30, ma queste donne capaci di spenderne anche 3000 per un vestito non gli lasciavano fare il suo lavoro".
Nel 1982 Aucoin si trasferì a Baton Rouge, sperando di poter iniziare una carriera da make-up artist. Una volta, mentre era con un amico ad acquistare dei prodotti in un centro commerciale, una guardia si avvicinò intimandogli di salire nell'ufficio della sorveglianza del negozio, altrimenti sarebbero stati arrestati. Aucoin e il suo amico salirono con la guardia nell'ufficio della sorveglianza, dove vennero brutalmente aggrediti dal personale. A quel punto Aucoin decise di trasferirsi a New York con il suo fidanzato per iniziare a lavorare come make-up artist.

## Carriera
Appena arrivato a New York, Aucoin lavorava gratis, truccando le modelle per mettere su il proprio portfolio prima che fosse scoperto dalla rivista Vogue. Per l'anno e mezzo a seguire lavorò con il fotografo di Vogue Steven Meisel. In tre anni, dopo il suo primo lavoro per Vogue, pubblicò un totale di 18 servizi.  Nel 1984 collaborò con Revlon per la linea Nakeds, la prima linea completamente basata sui diversi toni di pelle. La sua copertina di Vogue con la top model Cindy Crawford nel 1986 portò a un livello superiore la carriera di Aucoin. Durante il biennio 1987-1989 lavorò per ben nove copertine di fila per Vogue, oltre che per sette copertine di Cosmopolitan. Per ottenere una sua prestazione bisognava prenotarsi con diversi mesi d'anticipo e a prezzi non inferiori ai $6000 per sessione.
"Lavoro in un'industria di cui fanno parte alcune delle persone più cattive che abbiano mai messo piede sulla terra, che vivono e muoiono in funzione delle apparenze. Ma per come la vedo io, ho la responsabilità di fare il più possibile, nel modo in cui so farlo. Dal momento che so come truccare, questo è ciò che faccio e ne faccio una tela".
Certo che la cosa più importante fosse rendere una donna sicura della propria bellezza naturale, divenne uno dei make-up artist meglio retribuiti di sempre. Si rifiutava di truccare modelle troppo giovani.

### Ultima II
Nel 1983,  Revlon assunse Kevyn Aucoin, allora ventunenne, come direttore creativo della prestigiosa linea di cosmesi Ultima II. Un anno dopo, Aucoin lancerà The New Nakeds (rinominata poi The Nakeds), una linea cosmetica all'avanguardia che fece da forte contraltare ai cosmetici disponibili sul mercato all'epoca. Linda Wells, editrice di Allure magazine, disse riguardo alla linea: "Potrebbe non sembrarlo, ma fu un momento incredibile. Prima esistevano cosmetici per donne bianche e altri per donne nere, ma lui ha progettato un make-up adatto a tutti i colori di pelle. L'idea era quella di rendere possibile alle donne di mostrare la propria naturale bellezza, senza coprirla con più e più strati di make-up".
La linea New Nakeds abbracciava un concetto di make-up totalmente diverso da quello tipico del tempo: fondotinta con sottono giallo, invece che rosato o pescato; ombretti, rossetti e fard con sottotono marrone, e toni naturali ben diversi dai colori pastello così sgargianti e luminosi che le compagnie cosmetiche sapevano essere più facili da vendere. Sebbene Ultima II e la stessa Revlon fossero in una fase discendente, la New Nakeds resuscitò nel pubblico l'interesse per il marchio e contribuì a rendere Ultima II nuovamente competitiva.
I colori, le texture e i finish dei prodotti creati da Aucoin per la New Nakeds saranno di fondamentale importanza per i brand di cosmesi degli anni a venire, influenzando marchi rinomati come MAC, Bobbi Brown, e Laura Mercier, che lanceranno linee di make-up fortemente ispirate e sviluppate sui prodotti creati in precedenza da Aucoin.
Aucoin fu inserito nei top 7 Make-Up-Artists, dal sito iFashion Network, un portale internazionale di moda.
Più tardi, Aucoin lavorerà con il colosso della cosmesi giapponese Shiseido. In seguito lavorerà con Vincent Longo e Laura Mercier per creare un'eponima linea di make-up, ma deciderà poi di lanciare un proprio marchio, Kevyn Aucoin Beauty, nel 2001.

## Celebrità
Aucoin ha lavorato con centinaia di celebrità, fra cui Cher, Janet Jackson, Tina Turner, Gwyneth Paltrow, Lisa Marie Presley, Courtney Love e Vanessa L. Williams. Divenne presto un make-up artist richiestissimo, e il suo lavoro era spesso valutato sui $10,000 per sessione fotografica.
Cominciò a pubblicare dei libri, The Art of Makeup, Making Faces, e Face Forward, due dei quali divennero dei best seller della rivista TIME; Making Faces debuttò al numero uno delle classifiche.  Il libro ritraeva sia celebrità che persone comuni, fra cui sua madre, truccate e vestite in modo da apparire simili ad altri vip o a personaggi storici. Trasformò, fra gli altri, Tori Amos in Maria Stuarda, Céline Dion in Maria Callas, Lisa Marie Presley in Marilyn Monroe, Christina Ricci in Édith Piaf, Hilary Swank in Raquel Welch e Winona Ryder in Elizabeth Taylor.
Aucoin è apparso in  Good Morning America e Oprah. Fa inoltre un'apparizione nei panni di sé stesso in un episodio di Sex and the City intitolato "The Real Me" (Stagione 4, Episodio 2), mentre trucca Carrie Bradshaw per una sfilata durante la New York's Fashion Week.
La canzone di Tori Amos Taxi Ride dal suo album del 2002 Scarlet's Walk è un omaggio ad Aucoin.

## Vita privata
I genitori di Kevyn accettarono dopo anni l'omosessualità del figlio.
Aucoin nel 1999 riceve una laurea ad honorem dalla Harvey Milk School per il suo supporto.
Aucoin viveva con il suo compagno, Jeremy Antunes, che sposò con una cerimonia non ufficiale alle Hawaii nel 2000. Ebbe precedentemente una relazione con Eric Sakas, con cui mantenne un rapporto d'amicizia e che venne in seguito nominato presidente e direttore creativo della Kevyn Aucoin Beauty.
Aucoin ottenne la tutela legale della nipote Samantha, al tempo quindicenne, che viveva con Aucoin e Antunes.

## Morte
Nel settembre 2001, ad Aucoin viene diagnosticato un raro cancro pituitario. Aveva sofferto di acromegalia proprio a causa del tumore, ma non gli era mai stata diagnosticata.
Aucoin iniziò ad assumere sempre crescenti quantità di antidolorifici per alleviare le sue sofferenze fisiche e psichiche. Antunes implorò Aucoin di farsi aiutare, ma durante le cure Aucoin non riuscì a smettere l'uso degli antidolorifici.
Kevyn Aucoin muore il 7 maggio 2002 nel Westchester Medical Center a Valhalla (New York) per insufficienza renale e insufficienza epatica dovute ad avvelenamento causato dalla sua dipendenza dagli antidolorifici. Nonostante avesse richiesto che le sue ceneri fossero sparse nelle Hawaii - dove si era sposato -, i resti di Kevyn sono sepolti assieme a quelli di sua madre in Louisiana. La madre morirà sei mesi dopo Kevyn.

## Pubblicazioni postume
Kevyn Aucoin: A Beautiful Life—The Success, Struggles, and Beauty Secrets of a Legendary Makeup Artist, Atria Books e Simon and Schuster.

## Libri
- Face Forward, Little, Brown. 2000. 175p. illus. (ISBN 0-316-28644-3., ISBN 0-316-28705-9.)
- Making Faces, Little, Brown. 1999. 160p. illus. (ISBN 0-316-28686-9., ISBN 0-316-28685-0.)
- The Art of Makeup, Harper-Collins Publishers. 1994. 176p. illus. (ISBN 0-060-17186-3.)
- The Art of Makeup, Perennial Currents. 1996. 176p. illus. (ISBN 0-062-73042-8.)